# Kleingebiet Kadarkút
Das Kleingebiet Kadarkút (ungarisch Kadarkúti kistérség) war bis Ende 2012 eine ungarische Verwaltungseinheit (LAU 1) innerhalb des Komitats Somogy in Südtransdanubien. Es wurde im Jahr 2007 gebildet und im Zuge der Verwaltungsreform Anfang 2013 aufgelöst. Alle 23 Ortschaften aus dem Kleingebiet wurden in den Kreis Kaposvár (ungarisch Kaposvári járás) eingegliedert.
Ende 2012 lebten im Kleingebiet Kadarkút auf einer Fläche von 531,96 km² 19.885 Einwohner, die Bevölkerungsdichte lag mit 37 Einwohnern/km² unter dem Komitatsdurchschnitt.
Der Verwaltungssitz befand sich in der Stadt Kadarkút (2.516 Ew.). Die Stadt Nagybajom war mit 3.288 Einwohnern die größte Ortschaft im Kleingebiet.
Die folgenden 21 Gemeinden (ungarisch község) mit insgesamt 14.081 Einwohnern gehörten zum Kleingebiet Kadarkút:
| Bárdudvarnok   | Csököly      | Gige      | Hedrehely          | Hencse          |
| Jákó           | Kaposfő      | Kaposmérő | Kaposújlak         | Kaposszerdahely |
| Kisasszond     | Kiskorpád    | Kőkút     | Mike               | Pálmajor        |
| Patca          | Rinyakovácsi | Szenna    | Szilvásszentmárton | Visnye          |
| Zselickisfalud |              |           |                    |                 |